# Goof Troop Christmas
Pour plus de détails, voir Fiche technique et Distribution.
Goof Troop Christmas est un téléfilm special d'animation américain réalisé par Gaëtan et Paul Brizzi et sorti en 1992. Il s'agit des personnages Dingo et Max issus de Goof Troop qui célèbrent Noël.

## Fiche technique
- Titre original : Have Yourself a Goofy Little Christmas
- Réalisation : Gaëtan et Paul Brizzi
- Scénario : Jymn Magon
- Photographie :
- Montage :
- Musique : Mark Watters
- Costumes :
- Décors :
- Animation : Gaëtan et Paul Brizzi, Mircea Mantta, Charles A. Nichols, Richard Trueblood, Woody Yocum et Bob Zamboni
- Producteur : Robert Taylor
  - Producteur assistant : Lori Baio et Melinda Dilger
  - Post-producteur : Bob Hathcock
- Sociétés de production : Disney Television Animation
- Sociétés de distribution : Buena Vista Television
- Pays d'origine :  États-Unis
- Langue originale : anglais
- Format : couleur
- Genre : Animation
- Durée : 23 minutes
- Dates de sortie : 
  - États-Unis : 5 décembre 1992

## Distribution
- Nancy Cartwright : Pistol Pete
- Jim Cummings : Pat Hibulaire
- Bill Farmer : Dingo
- Dana Hill : Max
- Rob Paulsen : P. J. Pete
- Frank Welker : Grizz, Waffles et Chainsaw
- April Winchell : Peg Pete